# アレクサンデル・ライチェヴィッチ
アレクサンデル・ライチェヴィッチ（Aleksander Rajčević 、1986年11月17日 - ）は、スロベニア・コペル出身のプロサッカー選手。コペル所属。ポジションは、ディフェンダー。2010年5月11日、南アフリカで開催される2010 FIFAワールドカップのスロベニア代表候補メンバー30人に選ばれたものの、最終23人からは落選した。

## タイトル
コペル
- スロベニア・プルヴァリーガ: 2009-10

マリボル
- スロベニア・プルヴァリーガ: 2010-11, 2011-12, 2012-13, 2013-14, 2014-15, 2016-17, 2018-19
- スロベニア・カップ: 2011-12, 2012-13, 2015-16
- スロベニア・スーパーカップ: 2012, 2013, 2014